# D.J. Campbell
Pour les articles homonymes, voir Campbell.
Dudley Junior « D.J. » Campbell, né le 12 novembre 1981 à Hammersmith (Londres), est un footballeur anglais qui évolue au poste d'attaquant.

## Biographie
Le 5 octobre 2012, Campbell est prêté pour trois mois à Ipswich Town. Il revient à Queen Park Ranger le 1er janvier 2013 après avoir marqué 10 fois en 16 rencontres. En février 2013, il est prêté trois mois à Blackburn Rovers.
Le 3 juillet il rejoint le Blackburn Rovers. Le 9 décembre 2013, il est arrêté par la police anglaise car il est mis en cause dans une affaire de matches truqués. Il aurait touché de l'argent pour se faire avertir lors du match entre les Blackburn Rovers et Ipswich Town.